# 쿠라비예
쿠라비예(튀르키예어: kurabiye), 구라비얘(아제르바이잔어: qurabiyə), 또는 고라비예(페르시아어: قرابیه)는 아몬드가루로 만드는 쇼트브레드형 쿠키이다. 오스만 요리이기도 하였으며, 이란령 아제르바이잔의 도시인 타브리즈에서 만드는 구라비예가 유명하다.

## 이름
튀르키예어 "쿠라비예(kurabiye)"와 아제르바이잔어 "구라비얘(qurabiyə)" 및 페르시아어 "고라비예(قرابیه)"의 어원은 오스만어 "구라비예(غرابیه)"나 "쿠라비예(قرابیه)"이다. 더 거슬러 올라가면 아랍어 "구랍(غراب)"에 추상명사를 만드는 파생접사 "-이야(ية)"를 붙인 것이 어원이다.
동원어로 그리스어 "쿠라비에스(κουραμπιές)", 알바니아어 "구라비예(gurabije), 세르보크로아트어·마케도니아어 "구라비야(gurabija)", 불가리아어 "쿠라비야(курабия)", 리비아·모로코 아랍어 "그리바(غريبة)", 알제리 아랍어 "그리비야(غريبية)", 튀니지 아랍어 "그라이바(غريبة), 이집트 아랍어 "고라예바(غريبة)", 레반트 아랍어 "그라이베(غريبة)" 등이 있다.

## 사진 갤러리

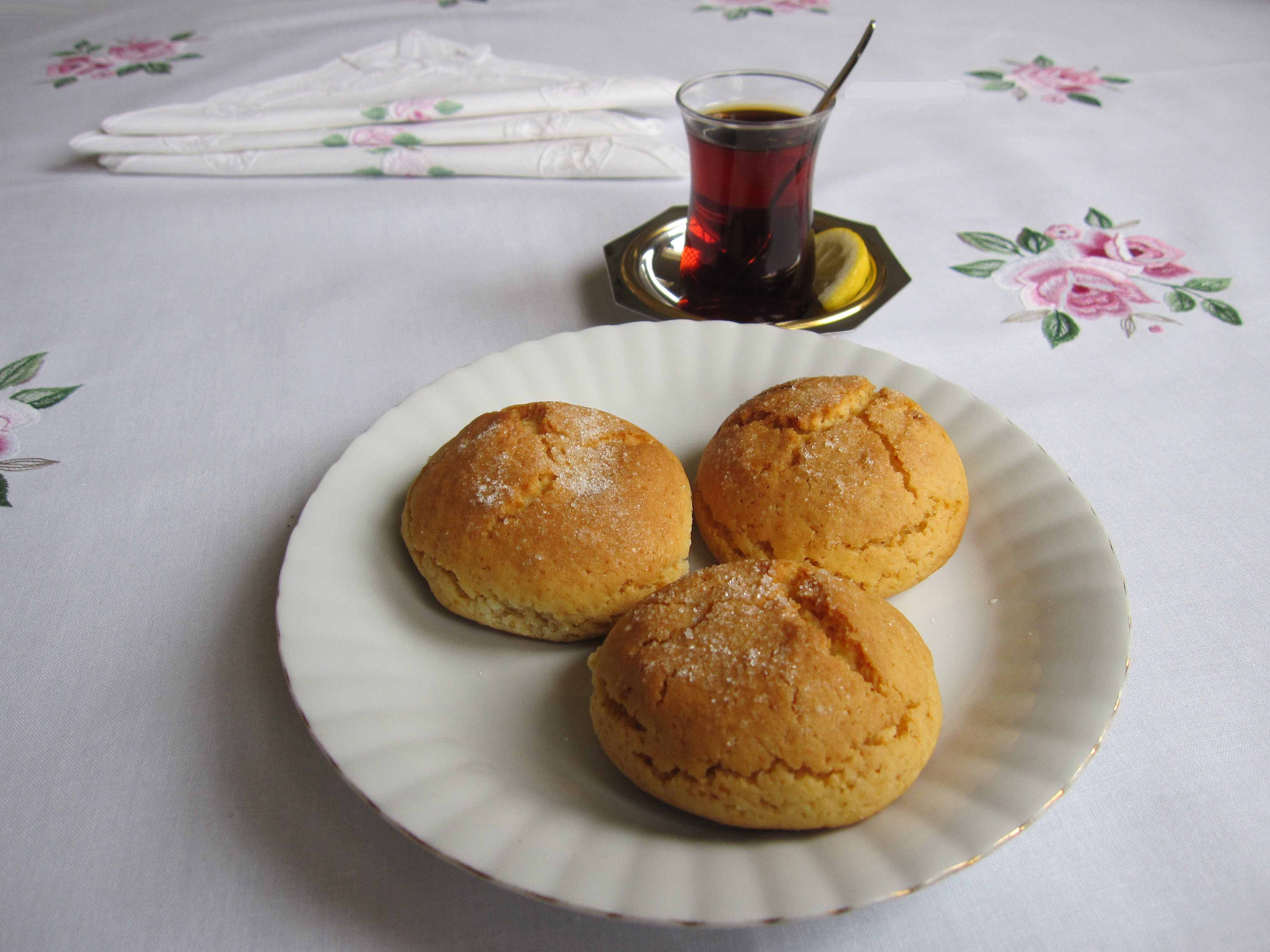
코소보식 구라비야
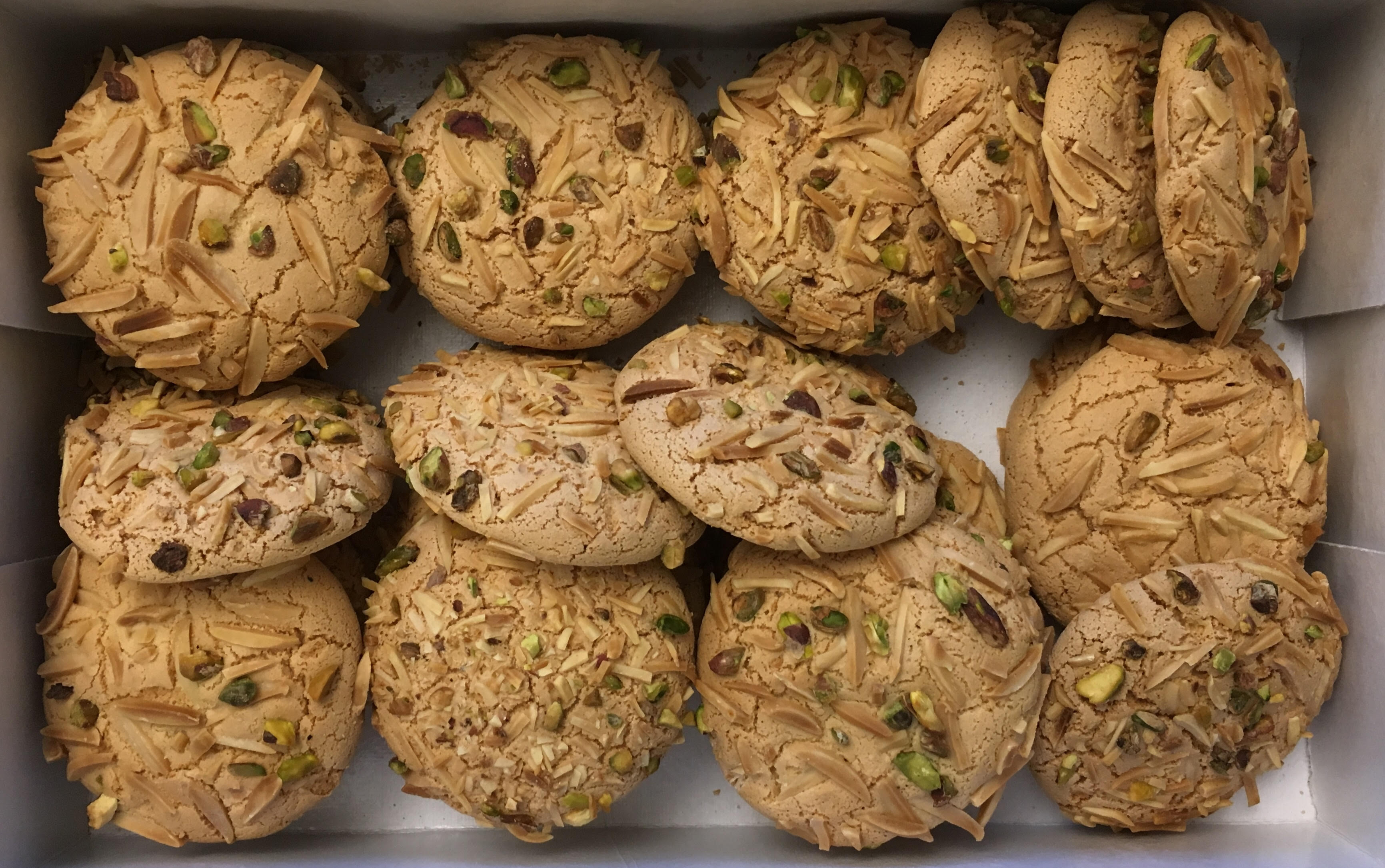
타브리즈식 구라비예
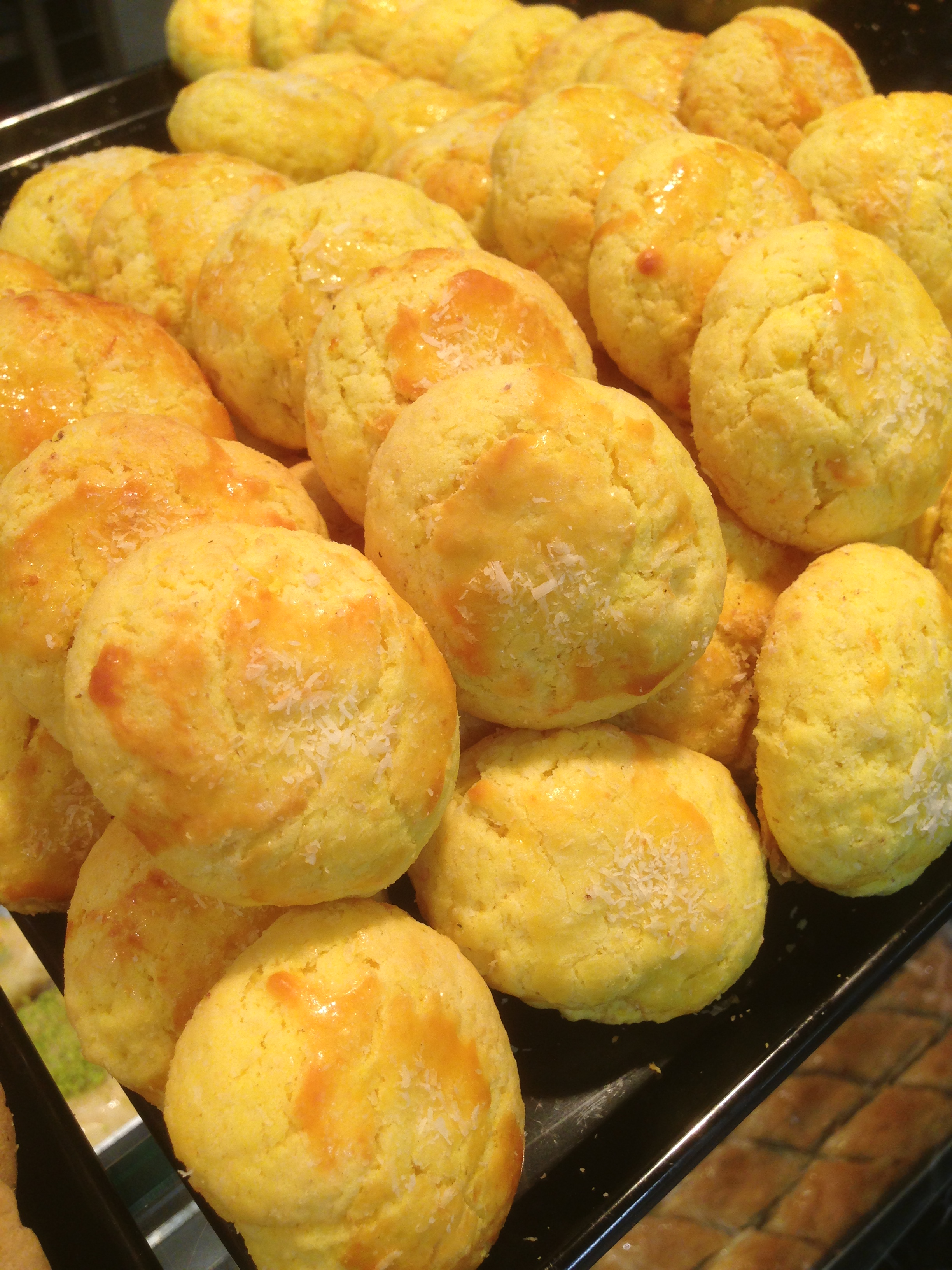
터키식 쿠라비예
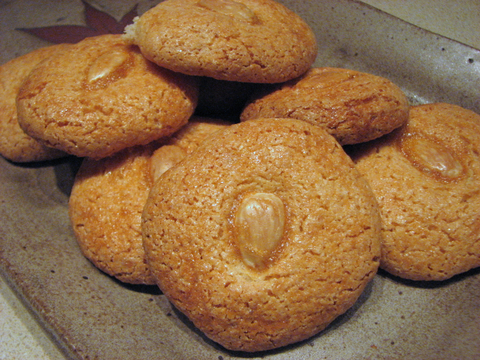
터키식 아즈바뎀 쿠라비예

## 같이 보기
- 구라비야
- 그라이바
- 쿠라비에스